# Schenkenfelden
Schenkenfelden là một đô thị thuộc huyện Urfahr-Umgebung thuộc bang Oberösterreich, Áo. Đô thị Schenkenfelden có diện tích 26 km², dân số thời điểm năm 2006 là 1558 người.